# CONMEBOL Libertadores
La Copa Libertadores d'Amèrica, coneguda també CONMEBOL Libertadores o Copa CONMEBOL Libertadores, és el torneig internacional de futbol més important a escala de clubs de futbol del continent sud-americà. De caràcter anual, està organitzada per la CONMEBOL, tanmateix, també hi participen equips de Mèxic, que pertany a la CONCACAF. Es disputa des de 1960 i el primer campió va ser el club Peñarol de l'Uruguai. El club amb més títols és el Club Atlético Independiente de l'Argentina, que en té set.

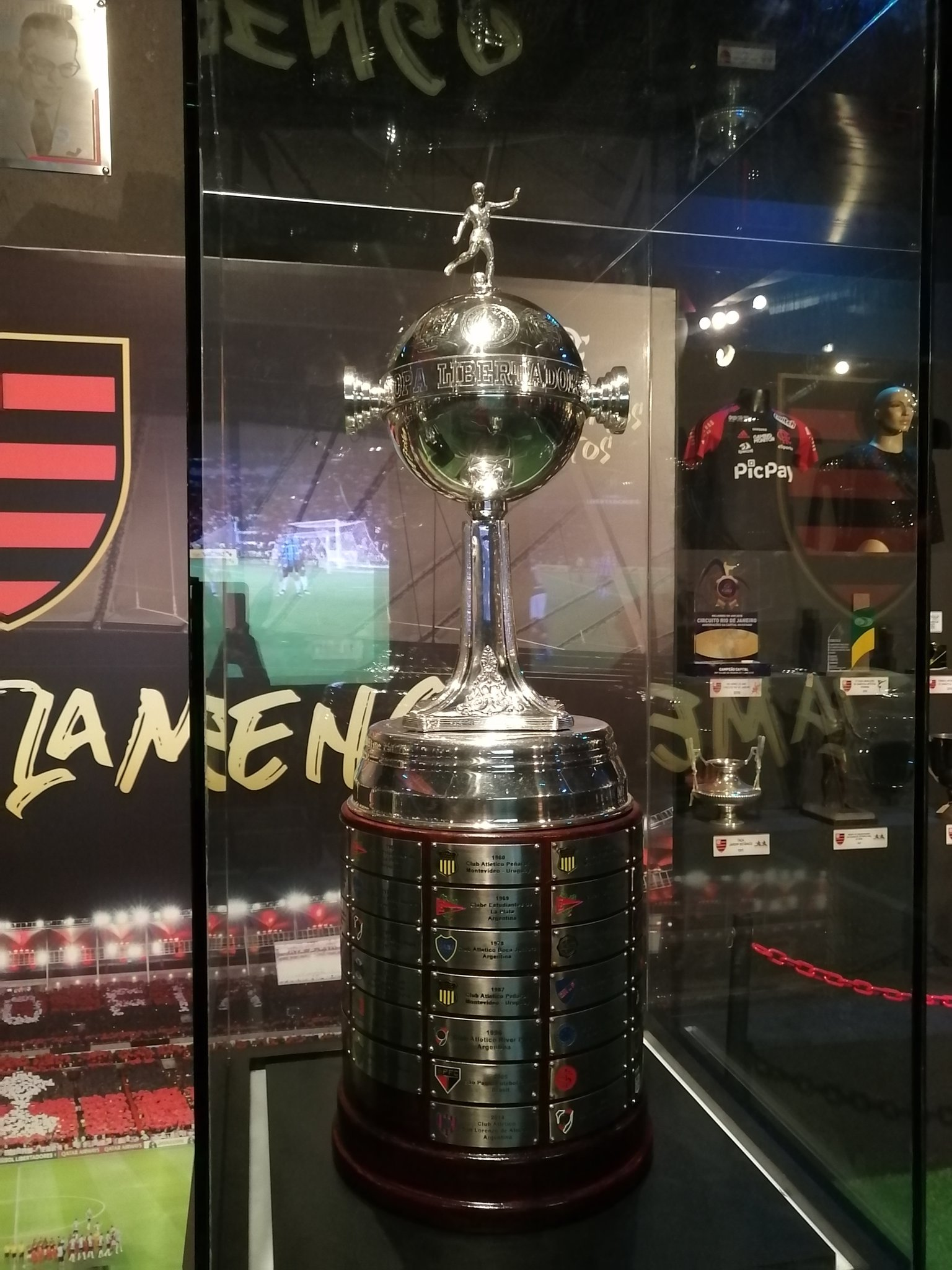
Trofeu Copa Libertadores 2019 guanyada pel Flamengo.

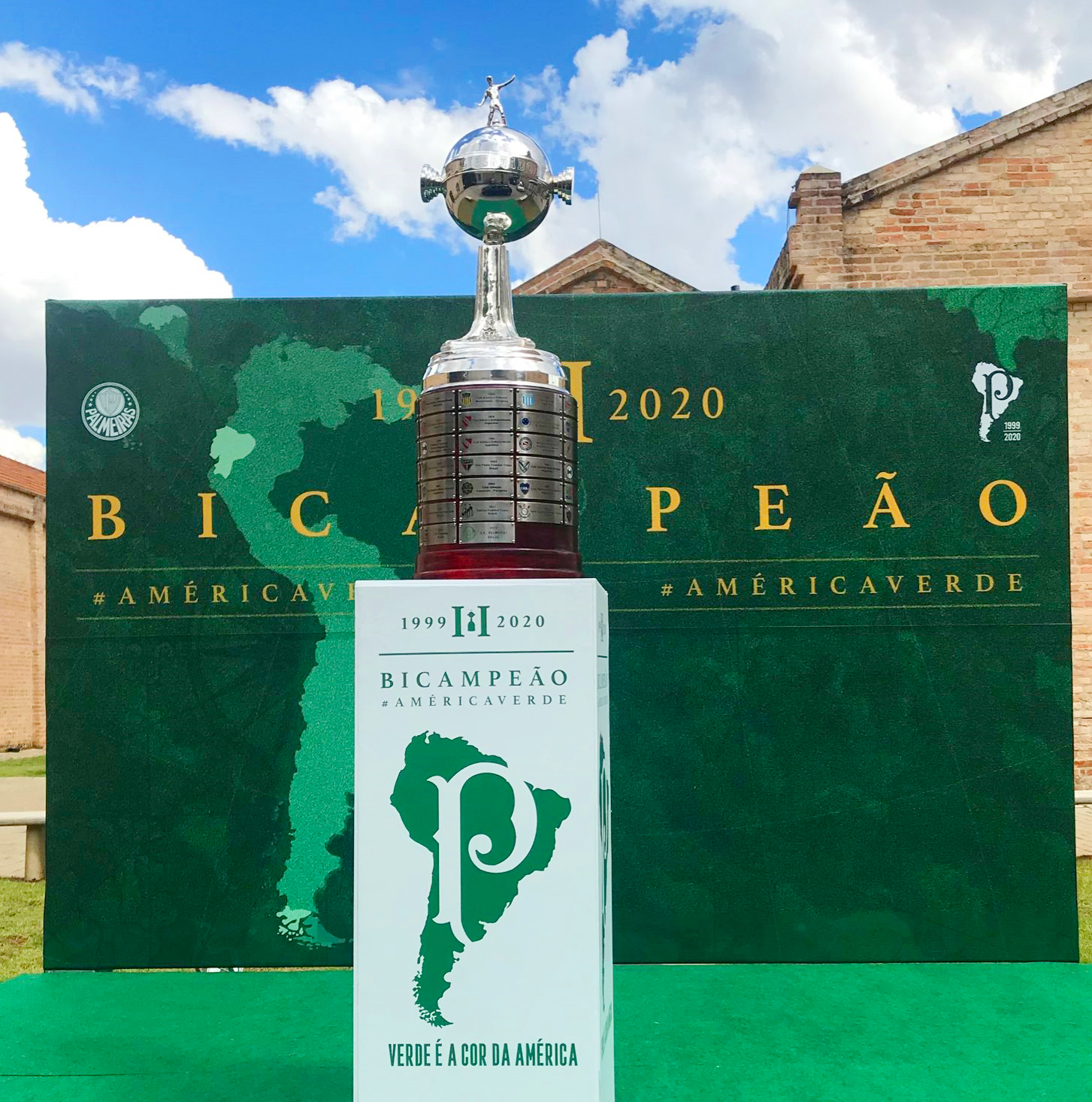
Trofeu Copa Libertadores 2020 guanyada pel Palmeiras.

Inicialment, només hi participaven els campions de les lligues més importants d'Amèrica del Sud (Argentina, el Brasil, Xile, Paraguai, Uruguai, Perú, Equador, Colòmbia i Bolívia), però als anys 1970 s'hi va afegir un segon equip de cada país i també equips de Veneçuela. Actualment, hi participen 47 equips, repartits de la següent manera:
- El campió de l'any anterior
- El campió de la Copa Sud-americana
- 7 del Brasil
- 6 de l'Argentina
- 4 de Bolívia
- 4 de Colòmbia
- 4 de l'Equador
- 4 del Paraguai
- 4 del Perú
- 4 de l'Uruguai
- 4 de Veneçuela
- 4 de Xile

Els equips es classifiquen segons la seva classificació en els respectius campionats nacionals de lliga, tot i que alguns organitzen tornejos addicionals que atorguen també una plaça a la Copa.

## Història
Els enfrontaments per la Copa Aldao entre els campions de l'Argentina i l'Uruguai van encendre la idea d'una competició continental als anys trenta. El 1948, el Campionat Sud-americà de Campions, el precursor més directe de la Copa Libertadores, va ser jugat i organitzat pel club xilè Colo-Colo després d'anys de planificació i organització. Celebrat a Santiago, va reunir els campions de les principals lligues nacionals de cada nació. El torneig va ser guanyat pel Vasco da Gama del Brasil. El torneig sud-americà de 1948 va iniciar, a nivell continental, el model de la "copa de campions", que va donar com a resultat la creació de la Copa d'Europa de futbol el 1955, tal com va confirmar Jacques Ferran (un dels "pares fundadors" de la Copa d'Europa), en una entrevista del 2015 a un programa esportiu de televisió brasilera.
L'any 1958, la base i el format del concurs van ser creats pels dirigents de la junta del Club Atlético Peñarol. El 8 d'octubre de 1958, João Havelange va anunciar, en una reunió de la UEFA a la qual va assistir com a convidat, la creació de la Copa de Campions d'Amèrica (rebatejada el 1965 com a Copa Libertadores), com a equivalent sud-americà de la Copa d'Europa, i com a conseqüència, que els clubs campions d'ambdues confederacions continentals poguessin decidir "el millor equip de clubs del món" a la Copa Intercontinental. El 5 de març de 1959, en el 24è Congrés Sud-americà celebrat a Buenos Aires, el torneig va ser ratificat pel Comitè d'Afers Internacionals. L'any 1965 va ser nomenat en honor als herois de l'alliberament sud-americà, com Simón Bolívar, José de San Martín, Pere I del Brasil, Bernardo O'Higgins i José Gervasio Artigas, entre d'altres.

## Historial
Font:
| En negreta = Equip guanyador (pro.) = Prórroga / Gol d'or (p.) = Penals (rep.) = Partit de desempat (1) = Nombre de títols Nota: Noms dels equips segons l'època |

| Edició                       | Any                          | Data                         | Campió                       | Resultat                     | Subcampió                    | Seu                                            | refs                         |
| Copa de Campeones de América | Copa de Campeones de América | Copa de Campeones de América | Copa de Campeones de América | Copa de Campeones de América | Copa de Campeones de América | Copa de Campeones de América                   | Copa de Campeones de América |
| ---------------------------- | ---------------------------- | ---------------------------- | ---------------------------- | ---------------------------- | ---------------------------- | ---------------------------------------------- | ---------------------------- |
| I                            | 1960                         | 12-06-1960                   | Peñarol (1)                  | 1-0                          | Olimpia                      | Estadi Centenario, Montevideo                  |                              |
| I                            | 1960                         | 19-06-1960                   | Peñarol (1)                  | 1-1                          | Olimpia                      | Estadi de Puerto Sajonia, Asunción             |                              |
| II                           | 1961                         | 04-06-1961                   | Peñarol (2)                  | 1-0                          | Palmeiras                    | Estadi Centenario, Montevideo                  |                              |
| II                           | 1961                         | 11-06-1961                   | Peñarol (2)                  | 1-1                          | Palmeiras                    | Estadi Pacaembú, São Paulo                     |                              |
| III                          | 1962                         | 28-06-1962                   | Santos (1)                   | 2-1                          | Peñarol                      | Estadi Centenario, Montevideo                  |                              |
| III                          | 1962                         | 02-08-1962                   | Santos (1)                   | 2-3                          | Peñarol                      | Estadi Vila Belmiro, Santos                    |                              |
| III                          | 1962                         | 30-08-1962                   | Santos (1)                   | 3-0 (rep.)                   | Peñarol                      | Estadi Monumental, Buenos Aires                |                              |
| IV                           | 1963                         | 04-09-1963                   | Santos (2)                   | 3-2                          | Boca Juniors                 | Estadi Maracanã, Río de Janeiro                |                              |
| IV                           | 1963                         | 11-09-1963                   | Santos (2)                   | 2-1                          | Boca Juniors                 | Estadi La Bombonera, Buenos Aires              |                              |
| V                            | 1964                         | 06-08-1964                   | Independiente (1)            | 0-0                          | Nacional M.                  | Estadi Centenario, Montevideo                  |                              |
| V                            | 1964                         | 12-08-1964                   | Independiente (1)            | 1-0                          | Nacional M.                  | Estadi La Doble Visera, Avellaneda             |                              |
| Copa Libertadores de América |                              |                              |                              |                              |                              |                                                |                              |
| VI                           | 1965                         | 09-04-1965                   | Independiente (2)            | 1-0                          | Peñarol                      | Estadi La Doble Visera, Avellaneda             |                              |
| VI                           | 1965                         | 12-04-1965                   | Independiente (2)            | 1-3                          | Peñarol                      | Estadi Centenario, Montevideo                  |                              |
| VI                           | 1965                         | 15-04-1965                   | Independiente (2)            | 4-1 (rep.)                   | Peñarol                      | Estadi Nacional de Xile, Santiago              |                              |
| VII                          | 1966                         | 14-05-1966                   | Peñarol (3)                  | 2-0                          | River Plate                  | Estadi Centenario, Montevideo                  |                              |
| VII                          | 1966                         | 18-05-1966                   | Peñarol (3)                  | 2-3                          | River Plate                  | Estadi Monumental, Buenos Aires                |                              |
| VII                          | 1966                         | 20-05-1966                   | Peñarol (3)                  | 4-2 (rep.)                   | River Plate                  | Estadi Nacional de Xile, Santiago              |                              |
| VIII                         | 1967                         | 15-08-1967                   | Racing Club (1)              | 0-0                          | Nacional M.                  | Estadi El Cilindro, Avellaneda                 |                              |
| VIII                         | 1967                         | 25-08-1967                   | Racing Club (1)              | 0-0                          | Nacional M.                  | Estadi Centenario, Montevideo                  |                              |
| VIII                         | 1967                         | 29-08-1967                   | Racing Club (1)              | 2-1 (rep.)                   | Nacional M.                  | Estadi Nacional de Xile, Santiago              |                              |
| IX                           | 1968                         | 02-05-1968                   | Estudiantes (1)              | 2-1                          | Palmeiras                    | Estadi Jorge Luis Hirschi, La Plata            |                              |
| IX                           | 1968                         | 07-05-1968                   | Estudiantes (1)              | 3-1                          | Palmeiras                    | Estadi Pacaembú, São Paulo                     |                              |
| IX                           | 1968                         | 16-05-1968                   | Estudiantes (1)              | 2-0 (rep.)                   | Palmeiras                    | Estadi Centenario, Montevideo                  |                              |
| X                            | 1969                         | 15-05-1969                   | Estudiantes (2)              | 1-0                          | Nacional M.                  | Estadi Centenario, Montevideo                  |                              |
| X                            | 1969                         | 21-05-1969                   | Estudiantes (2)              | 2-0                          | Nacional M.                  | Estadi Jorge Luis Hirschi, La Plata            |                              |
| XI                           | 1970                         | 21-05-1970                   | Estudiantes (3)              | 1-0                          | Peñarol                      | Estadi Jorge Luis Hirschi, La Plata            |                              |
| XI                           | 1970                         | 27-05-1970                   | Estudiantes (3)              | 0-0                          | Peñarol                      | Estadi Centenario, Montevideo                  |                              |
| XII                          | 1971                         | 26-05-1971                   | Nacional M. (1)              | 0-1                          | Estudiantes                  | Estadi Jorge Luis Hirschi, La Plata            |                              |
| XII                          | 1971                         | 02-06-1971                   | Nacional M. (1)              | 1-0                          | Estudiantes                  | Estadi Centenario, Montevideo                  |                              |
| XII                          | 1971                         | 09-06-1971                   | Nacional M. (1)              | 2-0 (rep.)                   | Estudiantes                  | Estadi Nacional del Perú, Lima                 |                              |
| XIII                         | 1972                         | 17-05-1972                   | Independiente (3)            | 0-0                          | Universitario                | Estadi Nacional del Perú, Lima                 |                              |
| XIII                         | 1972                         | 24-05-1972                   | Independiente (3)            | 2-1                          | Universitario                | Estadi La Doble Visera, Avellaneda             |                              |
| XIV                          | 1973                         | 22-05-1973                   | Independiente (4)            | 1-1                          | Colo-Colo                    | Estadi La Doble Visera, Avellaneda             |                              |
| XIV                          | 1973                         | 29-05-1973                   | Independiente (4)            | 0-0                          | Colo-Colo                    | Estadi Nacional de Xile, Santiago              |                              |
| XIV                          | 1973                         | 06-06-1973                   | Independiente (4)            | 2-1 (rep.)                   | Colo-Colo                    | Estadi Centenario, Montevideo                  |                              |
| XV                           | 1974                         | 12-10-1974                   | Independiente (5)            | 1-2                          | São Paulo                    | Estadi Pacaembú, São Paulo                     |                              |
| XV                           | 1974                         | 16-10-1974                   | Independiente (5)            | 2-0                          | São Paulo                    | Estadi La Doble Visera, Avellaneda             |                              |
| XV                           | 1974                         | 19-10-1974                   | Independiente (5)            | 1-0 (rep.)                   | São Paulo                    | Estadi Nacional de Xile, Santiago              |                              |
| XVI                          | 1975                         | 18-06-1975                   | Independiente (6)            | 0-1                          | Unión Española               | Estadi Nacional de Xile, Santiago              |                              |
| XVI                          | 1975                         | 25-06-1975                   | Independiente (6)            | 3-1                          | Unión Española               | Estadi La Doble Visera, Avellaneda             |                              |
| XVI                          | 1975                         | 29-06-1975                   | Independiente (6)            | 2-0 (rep.)                   | Unión Española               | Estadi Defensores del Chaco, Asunción          |                              |
| XVII                         | 1976                         |                              | Cruzeiro (1)                 | 4-1                          | River Plate                  | Estadi Mineirão, Belo Horizonte                |                              |
| XVII                         | 1976                         |                              | Cruzeiro (1)                 | 1-2                          | River Plate                  | Estadi Monumental, Buenos Aires                |                              |
| XVII                         | 1976                         |                              | Cruzeiro (1)                 | 3-2                          | River Plate                  | Estadi Nacional de Xile, Santiago              |                              |
| XVIII                        | 1977                         |                              | Boca Juniors (1)             | 1-0                          | Cruzeiro                     | Estadi La Bombonera, Buenos Aires              |                              |
| XVIII                        | 1977                         |                              | Boca Juniors (1)             | 0-1                          | Cruzeiro                     | Estadi Mineirão, Belo Horizonte                |                              |
| XVIII                        | 1977                         |                              | Boca Juniors (1)             | 0-0 (5-4 p)                  | Cruzeiro                     | Estadi Centenario, Montevideo                  |                              |
| XIX                          | 1978                         |                              | Boca Juniors (2)             | 0-0                          | Deportivo Cali               | Estadi Olímpico Pascual Guerrero, Cali         |                              |
| XIX                          | 1978                         |                              | Boca Juniors (2)             | 4-0                          | Deportivo Cali               | Estadi La Bombonera, Buenos Aires              |                              |
| XX                           | 1979                         |                              | Olimpia (1)                  | 2-0                          | Boca Juniors                 | Estadi Defensores del Chaco, Asunción          |                              |
| XX                           | 1979                         |                              | Olimpia (1)                  | 0-0                          | Boca Juniors                 | Estadi La Bombonera, Buenos Aires              |                              |
| XXI                          | 1980                         |                              | Nacional M. (2)              | 0-0                          | Internacional                | Estadi Beira-Rio, Porto Alegre                 |                              |
| XXI                          | 1980                         |                              | Nacional M. (2)              | 1-0                          | Internacional                | Estadi Centenario, Montevideo                  |                              |
| XXII                         | 1981                         |                              | Flamengo (1)                 | 2-1                          | Cobreloa                     | Estadi Maracanã, Rio de Janeiro                |                              |
| XXII                         | 1981                         |                              | Flamengo (1)                 | 0-1                          | Cobreloa                     | Estadi Nacional de Xile, Santiago              |                              |
| XXII                         | 1981                         |                              | Flamengo (1)                 | 2-0 (rep.)                   | Cobreloa                     | Estadi Centenario, Montevideo                  |                              |
| XXIII                        | 1982                         |                              | Peñarol (4)                  | 0-0                          | Cobreloa                     | Estadi Centenario, Montevideo                  |                              |
| XXIII                        | 1982                         |                              | Peñarol (4)                  | 1-0                          | Cobreloa                     | Estadi Nacional de Xile, Santiago              |                              |
| XXIV                         | 1983                         |                              | Grêmio (1)                   | 1-1                          | Peñarol                      | Estadi Centenario, Montevideo                  |                              |
| XXIV                         | 1983                         |                              | Grêmio (1)                   | 2-1                          | Peñarol                      | Estadi Olímpico Monumental, Porto Alegre       |                              |
| XXV                          | 1984                         |                              | Independiente (7)            | 1-0                          | Grêmio                       | Estadi Olímpico Monumental, Porto Alegre       |                              |
| XXV                          | 1984                         |                              | Independiente (7)            | 0-0                          | Grêmio                       | La Doble Visera, Avellaneda                    |                              |
| XXVI                         | 1985                         |                              | Argentinos Juniors (1)       | 1-0                          | América de Cali              | Estadi Monumental, Buenos Aires                |                              |
| XXVI                         | 1985                         |                              | Argentinos Juniors (1)       | 0-1                          | América de Cali              | Estadi Olímpico Pascual Guerrero, Cali         |                              |
| XXVI                         | 1985                         |                              | Argentinos Juniors (1)       | 1-1 (5-4 p)                  | América de Cali              | Estadi Defensores del Chaco, Asunción          |                              |
| XXVII                        | 1986                         |                              | River Plate (1)              | 2-1                          | América de Cali              | Estadi Olímpico Pascual Guerrero, Cali         |                              |
| XXVII                        | 1986                         |                              | River Plate (1)              | 1-0                          | América de Cali              | Estadi Antonio V. Liberti, Buenos Aires        |                              |
| XXVIII                       | 1987                         |                              | Peñarol (5)                  | 0-2                          | América de Cali              | Estadi Olímpico Pascual Guerrero, Cali         |                              |
| XXVIII                       | 1987                         |                              | Peñarol (5)                  | 2-1                          | América de Cali              | Estadi Centenario, Montevideo                  |                              |
| XXVIII                       | 1987                         |                              | Peñarol (5)                  | 1-0 (rep.)                   | América de Cali              | Estadi Nacional de Xile, Santiago              |                              |
| XXIX                         | 1988                         |                              | Nacional M. (3)              | 0-1                          | Newell's Old Boys            | Estadi Gigante de Arroyito, Rosario            |                              |
| XXIX                         | 1988                         |                              | Nacional M. (3)              | 3-0                          | Newell's Old Boys            | Estadi Centenario, Montevideo                  |                              |
| XXX                          | 1989                         |                              | Atlético Nacional (1)        | 0-2                          | Olimpia                      | Estadi Defensores del Chaco, Asunción          |                              |
| XXX                          | 1989                         |                              | Atlético Nacional (1)        | 2-0 (5-4 p)                  | Olimpia                      | Estadi El Campín, Bogotá                       |                              |
| XXXI                         | 1990                         |                              | Olimpia (2)                  | 2-0                          | Barcelona SC                 | Estadi Defensores del Chaco, Asunción          |                              |
| XXXI                         | 1990                         |                              | Olimpia (2)                  | 1-1                          | Barcelona SC                 | Estadi Monumental, Guayaquil                   |                              |
| XXXII                        | 1991                         |                              | Colo-Colo (1)                | 0-0                          | Olimpia                      | Estadi Defensores del Chaco, Asunción          |                              |
| XXXII                        | 1991                         |                              | Colo-Colo (1)                | 3-0                          | Olimpia                      | Estadi Monumental David Arellano, Santiago     |                              |
| XXXIII                       | 1992                         |                              | São Paulo (1)                | 0-1                          | Newell's Old Boys            | El Coloso del Parque, Rosario                  |                              |
| XXXIII                       | 1992                         |                              | São Paulo (1)                | 1-0 (3-2 p)                  | Newell's Old Boys            | Estadi Morumbi, São Paulo                      |                              |
| XXXIV                        | 1993                         |                              | São Paulo (2)                | 5-1                          | Universidad Católica         | Estadi Morumbi, São Paulo                      |                              |
| XXXIV                        | 1993                         |                              | São Paulo (2)                | 0-2                          | Universidad Católica         | Estadi Nacional de Xile, Santiago              |                              |
| XXXV                         | 1994                         |                              | Vélez Sarsfield (1)          | 1-0                          | São Paulo                    | Estadi José Amalfitani, Buenos Aires           |                              |
| XXXV                         | 1994                         |                              | Vélez Sarsfield (1)          | 0-1 (5-3 p)                  | São Paulo                    | Estadi Morumbi, São Paulo                      |                              |
| XXXVI                        | 1995                         |                              | Grêmio (2·)                  | 3-1                          | Atlético Nacional            | Estadi Olímpico Monumental, Porto Alegre       |                              |
| XXXVI                        | 1995                         |                              | Grêmio (2·)                  | 1-1                          | Atlético Nacional            | Estadi Atanasio Girardot, Medellín             |                              |
| XXXVII                       | 1996                         |                              | River Plate (2)              | 0-1                          | América de Cali              | Estadi Olímpico Pascual Guerrero, Cali         |                              |
| XXXVII                       | 1996                         |                              | River Plate (2)              | 2-0                          | América de Cali              | Estadi Antonio V. Liberti, Buenos Aires        |                              |
| XXXVIII                      | 1997                         |                              | Cruzeiro (2)                 | 0-0                          | Sporting Cristal             | Estadi Nacional del Perú, Lima                 |                              |
| XXXVIII                      | 1997                         |                              | Cruzeiro (2)                 | 1-0                          | Sporting Cristal             | Estadi Mineirão, Belo Horizonte                |                              |
| XXXIX                        | 1998                         |                              | Vasco da Gama (1)            | 2-0                          | Barcelona SC                 | Estadi São Januário, Rio de Janeiro            |                              |
| XXXIX                        | 1998                         |                              | Vasco da Gama (1)            | 2-1                          | Barcelona SC                 | Estadi Mon. Isidro Romero Carbo, Guayaquil     |                              |
| XL                           | 1999                         |                              | Palmeiras (1)                | 0-1                          | Deportivo Cali               | Estadi Olímpico Pascual Guerrero, Cali         |                              |
| XL                           | 1999                         |                              | Palmeiras (1)                | 2-1 (4-3 p)                  | Deportivo Cali               | Estadi Palestra Itália, São Paulo              |                              |
| XLI                          | 2000                         |                              | Boca Juniors (3)             | 2-2                          | Palmeiras                    | Estadi Camilo Cichero, Buenos Aires            |                              |
| XLI                          | 2000                         |                              | Boca Juniors (3)             | 0-0 (4-2 p)                  | Palmeiras                    | Estadi Morumbi, São Paulo                      |                              |
| XLII                         | 2001                         |                              | Boca Juniors (4)             | 1-0                          | Cruz Azul                    | Estadi Azteca, Ciutat de Mèxic                 |                              |
| XLII                         | 2001                         |                              | Boca Juniors (4)             | 0-1 (3-1 p)                  | Cruz Azul                    | Estadi Alberto J. Armando, Buenos Aires        |                              |
| XLIII                        | 2002                         |                              | Olimpia (3)                  | 0-1                          | São Caetano                  | Estadi Defensores del Chaco, Asunción          |                              |
| XLIII                        | 2002                         |                              | Olimpia (3)                  | 2-1 (4-2 p)                  | São Caetano                  | Estadi de Pacaembu, São Paulo                  |                              |
| XLIV                         | 2003                         |                              | Boca Juniors (5)             | 2-0                          | Santos                       | Estadi Alberto J. Armando, Buenos Aires        |                              |
| XLIV                         | 2003                         |                              | Boca Juniors (5)             | 3-1                          | Santos                       | Estadi Morumbi, São Paulo                      |                              |
| XLV                          | 2004                         |                              | Once Caldas (1)              | 0-0                          | Boca Juniors                 | Estadi Alberto J. Armando, Buenos Aires        |                              |
| XLV                          | 2004                         |                              | Once Caldas (1)              | 1-1 (2-0 p)                  | Boca Juniors                 | Estadi Palogrande, Manizales                   |                              |
| XLVI                         | 2005                         |                              | São Paulo (3)                | 1-1                          | Atlético Paranaense          | Estadi Beira-Rio, Porto Alegre                 |                              |
| XLVI                         | 2005                         |                              | São Paulo (3)                | 4-0                          | Atlético Paranaense          | Estadi Morumbi, São Paulo                      |                              |
| XLVII                        | 2006                         |                              | Internacional (1)            | 2-1                          | São Paulo                    | Estadi Morumbi, São Paulo                      |                              |
| XLVII                        | 2006                         |                              | Internacional (1)            | 2-2                          | São Paulo                    | Estadi Beira-Rio, Porto Alegre                 |                              |
| XLVIII                       | 2007                         |                              | Boca Juniors (6)             | 3-0                          | Grêmio                       | Estadi Alberto J. Armando, Buenos Aires        |                              |
| XLVIII                       | 2007                         |                              | Boca Juniors (6)             | 2-0                          | Grêmio                       | Estadi Olímpico Monumental, Porto Alegre       |                              |
| XLIX                         | 2008                         |                              | Liga de Quito (1)            | 4-2                          | Fluminense                   | Estadi Casa Blanca, Quito                      |                              |
| XLIX                         | 2008                         |                              | Liga de Quito (1)            | 1-3 (3-1 p)                  | Fluminense                   | Estadi de Maracanã, Rio de Janeiro             |                              |
| L                            | 2009                         |                              | Estudiantes (4)              | 0-0                          | Cruzeiro                     | Estadi Ciudad de La Plata, La Plata            |                              |
| L                            | 2009                         |                              | Estudiantes (4)              | 2-1                          | Cruzeiro                     | Estadi Mineirão, Belo Horizonte                |                              |
| LI                           | 2010                         |                              | Internacional (2)            | 2-1                          | Guadalajara                  | Estadi Chivas, Guadalajara (Mèxic)             |                              |
| LI                           | 2010                         |                              | Internacional (2)            | 3-2                          | Guadalajara                  | Estadi Beira-Rio, Porto Alegre                 |                              |
| LII                          | 2011                         |                              | Santos (3)                   | 0-0                          | Peñarol                      | Estadi Centenario, Montevideo                  |                              |
| LII                          | 2011                         |                              | Santos (3)                   | 2-1                          | Peñarol                      | Estadi de Pacaembu, São Paulo                  |                              |
| LIII                         | 2012                         |                              | Corinthians (1)              | 1-1                          | Boca Juniors                 | Estadi Alberto J. Armando, Buenos Aires        |                              |
| LIII                         | 2012                         |                              | Corinthians (1)              | 2-0                          | Boca Juniors                 | Estadi de Pacaembu, São Paulo                  |                              |
| LIV                          | 2013                         |                              | Atlético Mineiro (1)         | 0-2                          | Olimpia                      | Estadi Defensores del Chaco, Asunción          |                              |
| LIV                          | 2013                         |                              | Atlético Mineiro (1)         | 2-0 (4-3 p)                  | Olimpia                      | Estadi Mineirão, Belo Horizonte                |                              |
| LV                           | 2014                         |                              | San Lorenzo (1)              | 1-1                          | Nacional A.                  | Estadi Defensores del Chaco, Asunción          |                              |
| LV                           | 2014                         |                              | San Lorenzo (1)              | 1-0                          | Nacional A.                  | Estadi Pedro Bidegain, Buenos Aires            |                              |
| LVI                          | 2015                         |                              | River Plate (3)              | 0-0                          | Tigres UANL                  | Estadi Universitario, San Nicolás de los Garza |                              |
| LVI                          | 2015                         |                              | River Plate (3)              | 3-0                          | Tigres UANL                  | Estadi Antonio V. Liberti, Buenos Aires        |                              |
| LVII                         | 2016                         |                              | Atlético Nacional (2)        | 1-1                          | Independiente del Valle      | Estadi Olímpico Atahualpa, Quito               |                              |
| LVII                         | 2016                         |                              | Atlético Nacional (2)        | 1-0                          | Independiente del Valle      | Estadi Atanasio Girardot, Medellín             |                              |
| Copa Conmebol Libertadores   |                              |                              |                              |                              |                              |                                                |                              |
| LVIII                        | 2017                         | 22-11-2017                   | Grêmio (3)                   | 1-0                          | Lanús                        | Arena do Grêmio, Porto Alegre                  |                              |
| LVIII                        | 2017                         | 29-11-2017                   | Grêmio (3)                   | 2-1                          | Lanús                        | Estadi Ciudad de Lanús                         |                              |
| LIX                          | 2018                         | 11-11-2018                   | River Plate (4)              | 2-2                          | Boca Juniors                 | Estadi La Bombonera, Buenos Aires              |                              |
| LIX                          | 2018                         | 09-12-2018                   | River Plate (4)              | 3-1 (prò.)                   | Boca Juniors                 | Estadi Santiago Bernabeu, Madrid               | [ 9 ]                        |
| LX                           | 2019                         | 23-11-2019                   | Flamengo (2)                 | 2-2                          | River Plate                  | Estadi Monumental de la U, Lima                | [ 10 ]                       |
| LXI                          | 2020                         | 30-01-2021                   | Palmeiras (2)                | 1-0                          | Santos                       | Estadi Maracanã, Rio de Janeiro                | [ 11 ]                       |
| LXII                         | 2021                         | 27-11-2021                   | Palmeiras (3)                | 2-1 (prò.)                   | Flamengo                     | Estadi Centenario, Montevideo                  | [ 12 ]                       |
| LXIII                        | 2022                         | 29-10-2022                   | Flamengo (3)                 | 1-0                          | Atlético Paranaense          | Estadi Mon. Isidro Romero Carbo, Guayaquil     | [ 13 ]                       |
| LXIV                         | 2023                         | 04-11-2023                   | Fluminense (1)               | 2-1                          | Boca Juniors                 | Estadi Maracanã, Río de Janeiro                | [ 14 ]                       |
| LXV                          | 2024                         | 30-11-2024                   | Botafogo (1)                 | 3-1                          | Atlético Mineiro             | Estadi Antonio V. Liberti, Buenos Aires        | [ 15 ]                       |

## Palmarès

### Per club
| Equip                                  | Campió | Subcampió | Anys campió                              | Anys subcampió                     |
| -------------------------------------- | ------ | --------- | ---------------------------------------- | ---------------------------------- |
| Club Atlético Independiente            | 7      | 0         | 1964, 1965, 1972, 1973, 1974, 1975, 1984 | —                                  |
| Club Atlético Boca Juniors             | 6      | 6         | 1977, 1978, 2000, 2001, 2003, 2007       | 1963, 1979, 2004, 2012, 2018, 2023 |
| Club Atlético Peñarol                  | 5      | 5         | 1960, 1961, 1966, 1982, 1987             | 1962, 1965, 1970, 1983, 2011       |
| Club Atlético River Plate              | 4      | 3         | 1986, 1996, 2015, 2018                   | 1966, 1976, 2019                   |
| Club Estudiantes de La Plata           | 4      | 1         | 1968, 1969, 1970, 2009                   | 1971                               |
| Club Olimpia                           | 3      | 4         | 1979, 1990, 2002                         | 1960, 1989, 1991, 2013             |
| Club Nacional de Football              | 3      | 3         | 1971, 1980, 1988                         | 1964, 1967, 1969                   |
| São Paulo Futebol Clube                | 3      | 3         | 1992, 1993, 2005                         | 1974, 1994, 2006                   |
| Sociedade Esportiva Palmeiras          | 3      | 3         | 1999, 2020, 2021                         | 1961, 1968, 2000                   |
| Santos Futebol Clube                   | 3      | 2         | 1962, 1963, 2011                         | 2003, 2020                         |
| Grêmio Foot-Ball Porto Alegrense       | 3      | 2         | 1983, 1995, 2017                         | 1984, 2007                         |
| Clube de Regatas do Flamengo           | 3      | 1         | 1981, 2019, 2022                         | 2021                               |
| Cruzeiro Esporte Clube                 | 2      | 2         | 1976, 1997                               | 1977, 2009                         |
| Sport Club Internacional               | 2      | 1         | 2006, 2010                               | 1980                               |
| Club Atlético Nacional                 | 2      | 1         | 1989, 2016                               | 1995                               |
| Club Social y Deportivo Colo-Colo      | 1      | 1         | 1991                                     | 1973                               |
| Fluminense Football Club               | 1      | 1         | 2023                                     | 2008                               |
| Clube Atlético Mineiro                 | 1      | 1         | 2013                                     | 2024                               |
| Racing Club de Avellaneda              | 1      | 0         | 1967                                     | —                                  |
| Asociación Atlética Argentinos Juniors | 1      | 0         | 1985                                     | —                                  |
| Club Atlético Vélez Sársfield          | 1      | 0         | 1994                                     | —                                  |
| Club de Regatas Vasco da Gama          | 1      | 0         | 1998                                     | —                                  |
| Corporación Deportiva Once Caldas      | 1      | 0         | 2004                                     | —                                  |
| Liga Deportiva Universitaria de Quito  | 1      | 0         | 2008                                     | —                                  |
| Sport Clube Corinthians Paulista       | 1      | 0         | 2012                                     | —                                  |
| Club Atlético San Lorenzo              | 1      | 0         | 2014                                     | —                                  |
| Botafogo de Futebol e Regatas          | 1      | 0         | 2024                                     | —                                  |
| Corporación Deportiva América          | 0      | 4         | —                                        | 1985, 1986, 1987, 1996             |
| Club de Deportes Cobreloa              | 0      | 2         | —                                        | 1981, 1982                         |
| Club Atlético Newell's Old Boys        | 0      | 2         | —                                        | 1988, 1992                         |
| Barcelona Sporting Club                | 0      | 2         | —                                        | 1990, 1998                         |
| Deportivo Cali                         | 0      | 2         | —                                        | 1978, 1999                         |
| Clube Atlético Paranaense              | 0      | 2         | —                                        | 2005, 2022                         |
| Universitario de Deportes              | 0      | 1         | —                                        | 1972                               |
| Unión Española                         | 0      | 1         | —                                        | 1975                               |
| Club Deportivo Universidad Católica    | 0      | 1         | —                                        | 1993                               |
| Club Sporting Cristal                  | 0      | 1         | —                                        | 1997                               |
| Club Deportivo Cruz Azul               | 0      | 1         | —                                        | 2001                               |
| Associação Desportiva São Caetano      | 0      | 1         | —                                        | 2002                               |
| Club Deportivo Guadalajara             | 0      | 1         | —                                        | 2010                               |
| Club Nacional                          | 0      | 1         | —                                        | 2014                               |
| Tigres UANL                            | 0      | 1         | —                                        | 2015                               |
| Independiente del Valle                | 0      | 1         | —                                        | 2016                               |
| Club Atlético Lanús                    | 0      | 1         | —                                        | 2017                               |

### Per país
| País      | Campionats | Subcampionats | Clubs campions |
| --------- | ---------- | ------------- | --- |
| Argentina | 25         | 13            | Independiente (7), Boca Juniors (6), River Plate (4), Estudiantes (4), Racing (1), Argentinos Juniors (1), Vélez Sársfield (1), San Lorenzo de Almagro (1)                                  |
| Brasil    | 24         | 19            | São Paulo (3), Palmeiras (3), Santos (3), Flamengo (3), Grêmio (3), Cruzeiro (2), Internacional (2), Vasco da Gama (1), Corinthians (1), Atlético Mineiro (1), Fluminense (1), Botafogo (1) |
| Uruguai   | 8          | 8             | Peñarol (5), Nacional M. (3) |
| Colòmbia  | 3          | 7             | Atlético Nacional (2), Once Caldas (1) |
| Paraguai  | 3          | 5             | Club Olimpia (3) |
| Xile      | 1          | 5             | Colo-Colo (1) |
| Equador   | 1          | 3             | Liga de Quito (1) |
| Mèxic     | 0          | 3             | — |
| Perú      | 0          | 2             | — |